# Liden Films
Liden Films (株式会社ライデンフィルム?, Kabushiki-gaisha Raiden Firumu) è uno studio di animazione giapponese fondato il 22 febbraio 2012.

## Produzioni

### Anime
- Senyu (2013) - co-animato con Ordet
- Aiura (2013)
- Senyu 2 (2013) - co-animato con Ordet
- Miss Monochrome: The Animation (2013) - co-animato con Sanzigen
- Wooser no sono higurashi: kakusei-hen (2014) - co-animato con Sanzigen
- Terra Formars (2014)
- Arslan Senki - The Heroic Legend of Arslan (2015) - co-animato con Sanzigen
- Yamada-kun e le 7 streghe (2015)
- Miss Monochrome: The Animation 2 (2015) - co-animato con Sanzigen
- Miss Monochrome: The Animation 3 (2015) - co-animato con Sanzigen
- Sekko Boys (2016)
- Schwarzesmarken (2016) - co-animato con Ixtl
- Kanojo to kanojo no neko: Everything Flows (2016)
- Terra Formars: Revenge (2016) - co-animato con TYO Animations
- Arslan Senki: Fuujin Ranbu - The Heroic Legend of Arslan (2016) - co-animato con Sanzigen
- Udon no kuni no kin'iro kemari (2016)
- Roku de nashi majutsu kōshi to akashic records (2017)
- Koi to uso (2017)
- Juliet in collegio (2018)
- Hanebado! (2018)
- Killing bites - Morsi assassini (2018)
- Magical Girl Spec-Ops Asuka (2019)
- Magical Sempai (2019)
- Cells at Work! Black (2021)
- Farewell, My Dear Cramer (2021)
- Tokyo Revengers (2021)
- Deji Meets Girl (2021)
- TRIBE NINE (2022)
- Saiyuki Reload -ZEROIN (2022)
- Ryman's Club (2022)
- My Master Has No Tail (2022)
- Bastard!! - L'oscuro dio distruttore (2022)
- Call of the Night (2022)
- Insomniacs After School (2023)
- L'eroe è morto![1] (2023)
- Rurouni Kenshin (2023)
- Gods' Games We Play (2024)[2]
- Mahoutsukai no yakusoku - Promise of wizard (2025)
- Please Put Them On, Takamine-san (2025)[3]

### Film
- Shin Gekijouban Initial D: Legend 1 - Kakusei (2014) - co-animato con Sanzigen
- Gekijouban Cardfight!! Vanguard: Neon Messiah (2014)
- New Initial D Movie: Legend 2 - Tousou (2015) - co-animato con Sanzigen
- New Initial D Movie: Legend 3 - Mugen (2016) - co-animato con Sanzigen
- Il mese degli Dei (2022)

### OAV e ONA
- Terra Formars (2014) - 2 episodi
- Yamada-kun e le 7 streghe (2014–2015) - 2 episodi
- Monster Sonic! D'Artagnan's Rise to Fame
- Kotaro abita da solo (2022) - 10 episodi